# Bomolocha bijugalis
Bomolocha bijugalis är en fjärilsart som beskrevs av Walker 1858. Bomolocha bijugalis ingår i släktet Bomolocha och familjen nattflyn. Inga underarter finns listade i Catalogue of Life.